# Нижні Шиуші
Нижні Ши́уші (рос. Нижние Шиуши, чув. Анатри Шĕвĕш) — присілок у складі Аліковського району Чувашії, Росія. Входить до складу Чувасько-Сорминського сільського поселення.
Населення — 27 осіб (2010; 31 у 2002).
Національний склад:
- чуваші — 100 %